# Episodi di Camp Lakebottom (prima stagione)
| Episodio | Titolo italiano                         | Titolo originale                   |
| -------- | --------------------------------------- | ---------------------------------- |
| 1        | Un campo da urlo                        | Escape From Camp Lakebottom        |
| 2        | La scalata per la vittoria              | Rise of the Bottom Dwellers        |
| 3        | L'alba delle mutande viventi            | Late Afternoon of the Living Gitch |
| 4        | Il dominio delle sanguisughe            | Mindsuckers From the Depths        |
| 5        | Vecchio dentone                         | Jaws of Old Toothy                 |
| 6        | Amico ragno                             | Arachnattack                       |
| 7        | La leggenda del pollo mannaro           | Cluck of the Were-Chicken          |
| 8        | Lo gnomo rapito                         | Gnome Force                        |
| 9        | Terrore sul palco                       | Stage Fright                       |
| 10       | Frankie aggiustatutto                   | Frankenfixer                       |
| 11       | Scoiattolofobia                         | Cheeks of Dread                    |
| 12       | Il Pupù Day                             | Doo Doo Doomsday                   |
| 13       | Tutti pazzi per i marshmallow           | Marshmallow Madness                |
| 14       | Camp Suzi                               | 28 Suzis Later                     |
| 15       | Il re dello scherzo                     | Pranks for Nothing                 |
| 16       | Cervelli!                               | Zombie Dearest                     |
| 17       | Il terrore del baule dei giocattoli     | Terror From the Toybox             |
| 18       | Bombardatrice contro Supermelmosa       | Slimeball Run                      |
| 19       | Una carota ci salverà                   | Bite of the Buttsquat              |
| 20       | Piccolo, dolce... terribile Ittibiticus | Sword of Ittibiticus               |
| 21       | Quello strano, puzzolente trofeo        | It's a Headless Horse, Man         |
| 22       | Che succede in fondo al lago?           | Voyage to the Bottom of the Deep   |
| 23       | I pirati fantasmi del lago              | Pirates of Ickygloomy              |
| 24       | Attacco del mega-Squirt                 | Attack of the 50-Foot Squirt       |
| 25       | Bloody Marty                            | Bloody Marty                       |
| 26       | Il libro del giardinaggio malvagio      | Ghost in the Mower                 |
| 27       | Lezioni di sopravvivenza                | Trouble in Spit Creek              |
| 28       | Agente Zero Zero Foot in azione         | The Spy Who Squatched Me           |
| 29       | Formiche nel campeggio                  | Ants in Our Camp                   |
| 30       | Bigfoot Fan                             | Fanboy Freakout                    |
| 31       | Gretchen regina per un giorno           | Are You My Mummy?                  |
| 32       | Slimey torna a casa                     | Slimey Come Home                   |
| 33       | Esmeralda la sirena                     | McGee the Mermaid                  |
| 34       | Urla nello spazio                       | Welcome to Buttcon                 |
| 35       | La sfera dei poteri                     | The Superfantastic Mega-Buds       |
| 36       | Il terrificante moccolone               | It Came From My Nose               |
| 37       | Una piccante vittoria                   | High Plains Garbage Eater          |
| 38       | Il sogninsetto nel cassetto             | Dream a Little Scream              |
| 39       | L'amico alieno                          | McGee T                            |
| 40       | La maledizione delle percussioni        | The Great Tiki Hunt                |
| 41       | Buon compleanno, Suzi!                  | Camp Plantbottom                   |
| 42       | Game over, Squattboss!                  | Game Over                          |
| 43       | A spasso nella melma                    | Clockwork Slime                    |
| 44       | La giostra stregata                     | Ride the Haunted Howler            |
| 45       | Nel cervello di Buttsquat               | Valley of the Iguanasquat          |
| 46       | Alla ricerca del Chi perduto            | The Legend of Wiggly's Gold        |
| 47       | La matita magica                        | Red Drawn                          |
| 48       | Un allenamento... titanico!             | Pandora's Jock                     |
| 49       | Un anello per Gretchen                  | Ring Around the Gretchen           |
| 50       | Sfida all'ultimo chili                  | Chilli Con Carnage                 |
| 51       | Gita nella preistoria                   | Buttastic Journey                  |
| 52       | Caccia al tesoro                        | Monkey See, Monkey Kung Fu         |

## Un campo da urlo
Quando McGee sale sul bus diretto a Camp Sunny Smiles, non ha la minima idea di cosa lo aspetta. Il bus sbaglia strada e McGee e gli altri ragazzi finiscono nel vecchio e inquietante Camp Lakebottom!

## La scalata per la vittoria
Buttsquat schernisce McGee, dicendo che il suo campo è noioso, e il ragazzino, infuriato, dimostra in modi spericolati il contrario.

## L'alba delle mutande viventi
McGee decide di lavare le vecchie e puzzolenti mutande di Squirt, le quali però prendono vita.

## Il dominio delle sanguisughe
Una sanguisuga malvagia prende il controllo di Squirt.

## Vecchio dentone
Buttsquat ruba un dente di un mostro gigante che infuriato decide di vendicarsi.

## Amico ragno
Squirt adotta un piccolo di ragno, facendo infuriare la madre dell'animale.

## La leggenda del pollo mannaro
A Camp Lakebottom Gretchen viene colpita dalla maledizione del "pollo-mannaro".

## Lo gnomo rapito
Buttsquat, per noia ruba un nano da giardino. In realtà gli gnomi scolpiti si rivelano essere reali e si vendicano prendendo in ostaggio Sawyer, Armand e Rusebud.

## Terrore sul palco
McGee inventa un festival in cui si recitano le storie inventate da Armand. Durante le audizioni, Suzi viene esclusa e decide di vendicarsi scatenando una maledizione che la trasforma in una brutta stregaccia.

## Frankie Aggiustatutto
Sawyer è sempre troppo occupato per giocare con gli altri campeggiatori. Allora McGee e gli altri due amici danno vita a "Frankie Aggiustatutto" (una creatura simile al mostro di Frankenstein).

## Scoiattolofobia
Sawyer e Squirt, Gretchen e McGee fanno campeggio nella parte più spaventosa di Lakebottom, ma Gretchen ha paura degli scoiattoli, animali là presenti in abbondanza.

## Il Pupù Day
Un giorno di festa per Lakebottom è il "Pupù Day", McGee però esagera e la situazione va fuori controllo.

## Tutti pazzi per i marshmallow
McGee, Squirt e Gretchen mangiano dei marshmellow, prodotti da strane piante, e cominciano ad avere eruzioni cutanee a forma di marshmellow.

## Camp Suzi
Lakebottom e SunnySmile, stanno giocando al tiro alla fune e Suzi cadde nel fango, uno strano fango che la moltiplica.
La ragazzina decide di trasformare Camp Lakebottom in "Camp Suzi".

## Il Re dello Scherzo
McGee prepara scherzi che non sortiscono l'effetto desiderato. Egli incontra un elfo e con esso firma uno strano contratto che gli si ritorcerà contro.

## Cervelli!
La madre di Sawyer lo incoraggia ad essere cattivo come ogni altro Zombie.

## Il terrore del baule dei giocattoli
Orsacchiocchio, animale di peluche di Buttsquat, cade sul fondo di un lago. Sottoposto a radiazioni, si trasforma in ipnotizzatore.

## Bombardatrice contro SuperMelmosa
Buttsquat e Suzi sono alla guida del veicolo chiamato "Bombardatrice" e gareggiano contro "SuperMelmosa", veicolo pilotato da McGee e Gretch. La posta in gioco è alta: i Sunnysmile potranno possedere Lakebottom in caso di vittoria, mentre i Lakebottom potranno vincere il veicolo degli sfidanti.

## Una carota ci salverà
Per colpa dei conigli mannari, Buttsquat diventa un vampiro. McGee sa che per salvarlo è necessaria una carota.

## Piccolo, dolce... Terribile Ittibiticus
Un piccolo Minotauro congelato, viene trovato e riscaldato, ma ora intende trasformare il campo in un deserto gelido.

## Quello strano, puzzolente trofeo
McGee, grazie a una sfida contro Buttsquat vince una testa di cavallo vivente. Il corpo del cavallo sta cercando la sua testa, altrimenti ruberà le teste degli altri.

## Che succede nel lago?
McGee, assieme a Gretchen e Squirt trovano un sottomarino e lo usano per andare in fondo al lago, dove scovano una caverna al cui interno c'è una Camp Lakebottom in versione ittica, dove vivono copie di McGee, Gretch e Squirt in forma di pesce.

## I pirati fantasmi del lago
I protagonisti trovano una nave dei pirati con all'interno un fantasma.

## Attacco del Mega-Squirt
Squirt mangia una polpettona che lo fa diventare gigante. Buttsquat, mediante un "casco ipnotico", lo comanda contro Lakebottom. Gli altri usano un super-robot per contrastarlo.

## Bloody Marty
McGee evoca Bloody Marty: un ragazzo soprannaturale. I campeggiatori scoprono che se si addormentano verranno risucchiati nella dimensione degli specchi dove era confinato Bloody Marty stesso.

## Il libro del giardinaggio malvagio
Evocano un giardinaggio malvagio.

## Lezioni di sopravvivenza
Buttsquat e McGee si perdono nella foresta e per sopravvivere devono collaborare.

## Agente zero zero foot in azione
I campeggiatori scoprono che Armand è un agente segreto e così lo aiutano. Alla fine dell'episodio il bigfoot cancella loro la memoria.

## Formiche nel campeggio
McGee schiaccia delle formiche, ma Squirt non approva. In seguito, dopo aver bevuto una strana bevanda si riducono a piccole dimensioni, come formiche (esseri che dovranno poi aiutare).

## Bigfoot fan
McGee, Gretch e Squirt scattano una foto ad Armand e la mandano a un fan club di bigfoot, per vincere un hovercraft.
Il fan Norman va a quel campeggio per catturare Armand.

## Gretchen regina per un giorno
I protagonisti finiscono a esplorare una piramide , dove Mcgee risveglia accidentalmente un faraone . Quest'ultimo scambia Gretchen per la sua regina e vuole mummificarla .

## Slimey torna a casa
Accadono disastri dei quali viene ingiustamente accusato Slimey: il colpevole si svelerà invece essere un granchio gigante.

## Esmeralda la sirena
Una sirena malvagia allaga Lakebottom.

## Urla nello spazio
A Camp Sunnysmile è in visita l'attore di "Urla nello spazio", la serie tv tanto amata da McGee. L'attore però intende uccidere McGee.

## La sfera dei poteri
Grazie a un meteorite caduto, Squirt, Gretchen e McGee acquisiscono superpoteri: McGee diventa una mosca-umana, Gretchen si scopre super elastica e Squirt rimbalza.

## Il terrificante moccolone
McGee prende il raffreddore e un mostriciattolo di moccio lo perseguita.

## Una piccante vittoria
McGee non butta la spazzatura e la puzza attrae i procioni.

## Il Sogninsetto nel cassetto
Il Sogninsetto, un insetto che trasforma i sogni in incubi, prende come vittima McGee.

## L'amico alieno
I campeggiatori trovano un alieno nella foresta.

## Le maledizioni delle percussioni
McGee suona un bongo maledetto e uno spirito invade il campo.

## Buon compleanno, Suzi!
È il compleanno di Suzi e McGee pensa di regalarle una pianta. Vuole farla crescere in un giorno e la concima con il super-fertilizzante di Rosebud. Dopo 30 minuti, la pianta cresce così tanto da diventare grande quanto un monte.

## Game Over, Squatboss!
I gestori regalano un videogioco ai campeggiatori, ambientato a Camp Pixelbottom. Giocando, per errore entrano nel videogioco.

## A spasso con la melma
McGee, Gretchen e Squirt con un orologio a cucù viaggiano nel tempo.

## La giostra stregata
I ragazzini trovano una giostra nel bosco e ci salgono sopra: ne escono traumatizzati.

## Nel cervello di Buttsquat
I campeggiatori s'imbattono in una valle preistorica. Trovano anche un gioiello maledetto che ha il potere di trasferire le menti: Buttsquat ne viene colpito. Il gruppo cerca allora, di annullare la maledizione.

## La matita magica
Una matita disegna cose che prendono vita.

## Un allenamento... Titanico!
Desideroso di vincere una gara contro Buttsquat, McGee evoca un demone per allenarlo, ma questi gli si ritorce contro.

## Un anello per Gretchen
Suzi deride Gretchen: McGee e Squirt tentano di sollevarne il morale regalandole un anello e facendole il make-up. L'anello, tuttavia, risulta essere stregato e finisce col rendere Gretchen come Suzi.

## Sfida all'ultimo chili
McGee e Buttsquat si sfidano, chi prepara il miglior chili.

## Gita nella Preistoria
I campeggiatori finiscono in un luogo preistorico del campo.

## Caccia al tesoro
A Camp Lakebottom, i gestori organizzano una caccia al tesoro: McGee e Buttsquat si sfidano.